# مالشینگ
مالشینگ (به آلمانی: Malching) یک شهر در آلمان است که در بایرن واقع شده‌است.

## خصوصیات
مالشینگ ۲۵٫۲۴ کیلومترمربع مساحت دارد ۳۴۵-۵۲۰ متر بالاتر از سطح دریا واقع شده‌است.